# Kevin Briceño
Kevin Andrés Briceño Toruño (Nicoya, Guanacaste, Costa Rica, 21 de octubre de 1991) es un futbolista costarricense que juega como portero en el Club Sport Cartaginés de la Primera División de Costa Rica

## Trayectoria

### Inicios
Kevin Briceño nació el 21 de octubre de 1991 en Nicoya, Guanacaste. Desde los 6 años de edad inició en una escuela de fútbol que tenía Marcos Martínez en su localidad, donde le entrenaba en la posición de guardameta. Kevin posteriormente integraría al equipo de su institución educativa y esto le permitió avanzar hasta las categorías inferiores de la selección costarricense. En una final intercolegial en la cual el entrenador Carlos Watson estuvo presente, se interesó en las cualidades de Briceño y lo llamó para que conformara el conjunto Sub-18. A partir de ese momento debió viajar hasta la capital San José para asistir a los entrenamientos, específicamente los domingos, ya que el portero también formaba parte del alto rendimiento de Guanacasteca. Kevin se quedó en el equipo desde el 2005 hasta el 2008, donde dio el salto definitivo al Brujas de la Primera División.

### Brujas F.C.
El guardameta fue transferido al conjunto hechicero a partir del Campeonato de Invierno 2010. Sin embargo, no tuvo ningún partido como titular, tanto en liga como en el torneo de la Concacaf, debido a la alta competencia entre sus compañeros. La misma situación se repetiría para el Verano 2011, competición en la que contabilizó 8 partidos en la suplencia. Poco tiempo después de finalizado el torneo, su equipo arrastró serios problemas económicos que repercutieron en la desaparición del mismo. Por este motivo la franquicia quedó libre y fue tomada por Orión, club que conservó varios futbolistas del Brujas, incluyendo a Briceño.

### Orión F.C.
Kevin, por su juventud y la poca experiencia, fue relegado constantemente a la suplencia para el Torneo de Invierno 2011, teniendo un total de 11 veces. Por otro lado, su conjunto quedó de último lugar con 17 puntos, en zona de descenso. La confianza que dio el entrenador español Juan Luis Hernández al futbolista, hizo que el portero debutara como profesional el 15 de enero, en la primera jornada del Verano 2012, en la visita a Limón. El resultado acabó con derrota de 3-2. En esta competencia, el arquero alternó la titularidad con Carlos Díaz, llegando a un acumulado de 8 partidos disputados. Los malos resultados de la temporada provocaron el descenso definitivo de su equipo a la Segunda División.

### C.S. Uruguay de Coronado
Para la temporada 2012-13, Briceño fue fichado por el Uruguay de Coronado, manteniéndose en la máxima categoría. En el Campeonato de Invierno 2012 no tuvo ningún cotejo realizado, sino que debutó como aurinegro hasta el 24 de marzo de 2013, juego correspondiente a la fecha 14 del Torneo de Verano contra San Carlos, que terminaría en empate a un tanto.
Su último periodo con el Uruguay sería en la temporada 2013-14, donde en total alcanzó la titularidad por 9 encuentros en el Campeonato de Invierno 2013, y 22 en el Verano 2014. Su buen rendimiento obtenido con los lecheros hizo posible su fichaje con el Deportivo Saprissa, equipo que se recién se coronó campeón.

### Deportivo Saprissa
El 16 de mayo de 2014, se hizo oficial la contratación de Briceño debido a la salida del portero mexicano Luis Michel, quien se encontró a préstamo del Guadalajara. Poco tiempo después se proclamó subcampeón de la Copa, tras perder la final ante el Cartaginés. En el Torneo de Invierno 2014 fue un poco irregular para el cancerbero, ya que en ocasiones cometía errores defensivos o variaba la titularidad con Danny Carvajal y Donny Grant, por la inconsistencia de los tres. Debutó como saprissista el 24 de agosto, en la visita al conjunto de Limón en el Estadio Juan Gobán. El resultado acabó con cifras de 2-3, con victoria. Al finalizar la competencia, su club se hizo con el título de campeón nacional y el primero para Kevin, quien obtuvo 7 apariciones. En el Verano 2015 solamente tuvo un juego de participación. Por otra parte, los morados lograron el primer lugar de la tabla pero perdieron frente a Alajuelense en las semifinales.

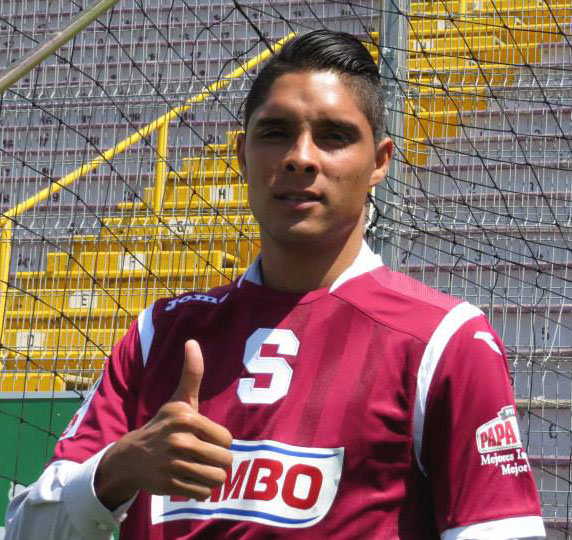
Briceño en su presentación con el Saprissa.

El arquero fue suplente durante todo el Campeonato de Invierno 2015, competencia en la que su club ganó el trofeo tras vencer a los manudos en la final con marcador global de 1-4. Debido a la llegada del panameño Jaime Penedo, el guardameta fue relegado a la lista de reserva por el resto del Verano 2016, donde su conjunto no pudo revalidar el título.
A mediados de 2016 se confirmó una lesión grave del futbolista que lo alejaría completamente de los entrenamientos por el Torneo de Invierno 2016. En la primera fecha de la competencia, su conjunto hizo frente al recién ascendido San Carlos, el 16 de julio en el Estadio Nacional. Sus compañeros Ulises Segura, David Guzmán y Rolando Blackburn anotaron, pero el empate de 3-3 prevaleció hasta el final del juego. El portero no fue convocado. El 18 de agosto se inauguró la Concacaf Liga de Campeones donde su equipo, en condición de local, tuvo como adversario al Dragón de El Salvador. El resultado culminó en triunfo con marcador abultado de 6-0. El 25 de agosto se desarrolló la segunda fecha de la competencia continental, de nuevo contra los salvadoreños, pero de visitante en el Estadio Cuscatlán. Tras los desaciertos de sus compañeros en acciones claras de gol, el resultado de 0-0 se vio reflejado al término de los 90 minutos. La tercera jornada del torneo del área se llevó a cabo el 14 de septiembre, en el Estadio Ricardo Saprissa contra el Portland Timbers de Estados Unidos. A pesar de que su club inició perdiendo desde el minuto 4', logró sobreponerse a la situación tras desplegar un sistema ofensivo. Los goles de sus compañeros Fabrizio Ronchetti y el doblete de Marvin Angulo, sumado a la anotación en propia del futbolista rival Jermaine Taylor, fueron suficientes para el triunfo de 4-2. El 19 de octubre se tramitó el último encuentro de la fase de grupos, por segunda vez ante los estadounidenses, en el Providence Park de Portland, Oregon. El jugador no fue convocado, y el desenlace del compromiso finiquitó igualado a un tanto, dándole la clasificación de los morados a la etapa eliminatoria de la competencia. En el vigésimo segundo partido de la primera fase de la liga nacional, su conjunto enfrentó a Liberia en el Estadio Ricardo Saprissa. El marcador de 3-1 aseguró el liderato para su grupo con 49 puntos, y además un cupo para la cuadrangular final. El 15 de diciembre su equipo venció 2-0 al Herediano, para obtener el primer lugar de la última etapa del certamen y así proclamarse campeón automáticamente. Con esto, los morados alcanzaron la estrella número «33» en su historia y Briceño logró el tercer título de liga en su carrera. Por otro lado, Kevin no contabilizó apariciones a causa de su lesión.
Para el inicio del Campeonato de Verano 2017 que se llevó a cabo el 8 de enero, el equipo saprissista tuvo la visita al Estadio Carlos Ugalde, donde enfrentó a San Carlos. Por su parte, Kevin Briceño fue suplente en este juego, mientras que el marcador fue con derrota de 1-0. En el compromiso del 22 de enero contra el Cartaginés en el Estadio "Fello" Meza, el guardameta empezó en la titularidad, pero salió de cambio al minuto 6' por Aarón Cruz, debido a una lesión en su pierna derecha. El resultado finiquitó en pérdida de 3-0. La reanudación de la Liga de Campeones de la Concacaf, en la etapa de ida de los cuartos de final, tuvo lugar el 21 de febrero, fecha en la que su club recibió al Pachuca de México en el Estadio Ricardo Saprissa. El cancerbero quedó fuera de la lista de convocados y el trámite del encuentro se consumió en empate sin anotaciones. El 28 de febrero fue el partido de vuelta del torneo continental, en el Estadio Hidalgo. Las cifras finales fueron de 4-0 a favor de los Tuzos. El 12 de abril, en el áspero partido contra Pérez Zeledón en el Estadio Ricardo Saprissa, su club estuvo por debajo en el marcador por el gol del adversario en tan solo cuatro minutos después de haber iniciado el segundo tiempo. El bloque defensivo de los generaleños le cerró los espacios a los morados para desplegar el sistema ofensivo del entrenador Carlos Watson, pero al minuto 85', su compañero Daniel Colindres brindó un pase filtrado al uruguayo Fabrizio Ronchetti para que este definiera con un remate de pierna izquierda. Poco antes de finalizada la etapa complementaria, el defensor Dave Myrie hizo el gol de la victoria 2-1. Con este resultado, los saprissistas aseguraron el liderato del torneo a falta de un compromiso de la fase de clasificación. A causa de la derrota 1-2 de local ante el Santos de Guápiles, su equipo alcanzó el tercer puesto de la cuadrangular y por lo tanto quedó instaurado en la última instancia al no haber obtenido nuevamente el primer sitio. El 17 de mayo se desarrolló el juego de ida de la final contra el Herediano, en el Estadio Rosabal Cordero. El portero no vio acción en la pérdida de 3-0. En el partido de vuelta del 21 de mayo en el Estadio Ricardo Saprissa, los acontecimientos que liquidaron el torneo fueron de fracaso con números de 0-2 a favor de los oponentes, y un agregado de 0-5 en la serie global.
El comienzo de su conjunto en el Torneo de Apertura 2017 se produjo el 30 de julio como local en el Estadio "Fello" Meza de Cartago contra Carmelita. Por otro lado, el jugador quedó fuera de convocatoria y el marcador culminó en victoria con cifras de 4-2. Debutó de manera formal el 20 de agosto en el partido frente a la Universidad de Costa Rica, como titular en la totalidad de los minutos y manteniendo su valla invicta en el triunfo ajustado 1-0. Los saprissistas avanzaron a la cuadrangular en el segundo sitio con 43 puntos, y al cierre de la misma, el conjunto tibaseño quedó sin posibilidades de optar por el título. El guardameta contabilizó diecinueve presencias, ejecutó cuarenta intervenciones y logró mantener el arco en cero en ocho oportunidades.
Con miras al Torneo de Clausura 2018, su equipo cambió de entrenador debido al retiro de Carlos Watson, siendo Vladimir Quesada —quien fuera el asistente la campaña anterior— el nuevo estratega. Aún en etapa de recuperación por un desgarro en su pierna derecha, Briceño se perdió la primera jornada del 7 de enero que culminó en victoria 0-3 sobre Liberia, la cual se desarrolló en el Estadio Edgardo Baltodano. Hizo su regreso en un partido oficial el 28 de febrero, frente al América de México por la vuelta de los octavos de final de la Liga de Campeones de la Concacaf. El 20 de mayo se proclama campeón del torneo nacional con su club tras vencer al Herediano en la tanda de penales —serie en la que Briceño fue protagonista al tapar el tiro de Jairo Arrieta—. Kevin sumó quince apariciones en este periodo, realizó veintiséis tapadas y mantuvo su valla invicta en cinco oportunidades.
Debuta en el Torneo de Apertura 2018 el 22 de julio con victoria de su equipo por 2-1 sobre el Santos de Guápiles. En la conclusión del certamen, llegó a un total de veintitrés apariciones en las que recibió la misma cantidad en goles, para un promedio de una anotación por juego. Adicionalmente, mantuvo su arco en cero por nueve oportunidades.
Tras superar una lesión en la rodilla derecha que le mantuvo alejado por tres meses, Briceño hizo su regreso a la competición el 20 de marzo de 2019 en el duelo contra Pérez Zeledón, por la jornada 16 del Torneo de Clausura. El arquero fue titular en la totalidad de los minutos y encajó un gol en el empate 1-1.
Empezó la campaña del Torneo de Apertura 2019 a partir de la tercera fecha contra el Santos de Guápiles, en la que entró como sustitución por Manfred Ugalde ante la expulsión del otro portero Aarón Cruz. Teniendo sus primeros segundos en el campo, recibió un gol de tiro libre del rival Starling Matarrita el cual concluyó la derrota de su equipo por 4-0. El 13 de noviembre se informó que Kevin sería operado de su hombro derecho para evitar futuras luxaciones, por lo que su tiempo de recuperación abarcaría seis meses como mínimo. El 26 de noviembre se proclama campeón de Liga Concacaf, tras vencer en la final al Motagua de Honduras.
El 29 de junio de 2020, Briceño alcanzó su quinto título nacional con Saprissa, luego de superar la serie final del campeonato sobre Alajuelense. El 6 de julio se anunció su salida del club.

## Selección costarricense

### Categorías inferiores
A nivel menor, Kevin ha sido partícipe en la obtención del segundo lugar en el Campeonato Sub-20 de la Concacaf de 2011, competencia que sirvió como clasificación al Copa Mundial de ese año. Briceño permaneció en el banquillo durante todo el torneo mundial y su país fue eliminado en los octavos de final frente al anfitrión Colombia. En octubre de 2011 fue convocado para afrontar los Juegos Panamericanos en Guadalajara. En estas justas los costarricenses finalizaron en el cuarto puesto, tras perder el partido por la medalla de bronce contra Uruguay.

### Selección absoluta
El entrenador colombiano Jorge Luis Pinto formó una escuadra alternativa para hacer frente en la visita a Canadá, el 28 de mayo de 2013. En el juego, Briceño permaneció en el banquillo y no pudo debutar como internacional absoluto. Por otro lado, el marcador fue de 0-1 con victoria.
Un año después, el cancerbero sería convocado por Paulo Wanchope en la edición de la Copa Centroamericana 2014, la cual se realizó en territorio estadounidense. El triunfo de 3-0 sobre Nicaragua y el empate de 2-2 ante Panamá, permitió a su país avanzar a la final. En este último cotejo, los costarricenses vencieron a Guatemala con cifras de 1-2, proclamándose campeón. Sin embargo, Kevin no tuvo participación.
Debido a la baja del portero Keylor Navas por lesión, Briceño fue llamado el 9 de octubre de 2017 para disputar la última fecha de la hexagonal eliminatoria, bajo la dirección técnica de Óscar Ramírez. Para el juego del día siguiente contra Panamá en el Estadio Rommel Fernández, el cancerbero aguardó desde la suplencia en la derrota de 2-1.
El 15 de marzo de 2018, el guardameta recibió la convocatoria de Ramírez con miras a los encuentros amistosos en Europa. En el partido celebrado en Glasgow contra el combinado de Escocia, Briceño permaneció en la suplencia en la victoria ajustada por 0-1. La misma situación se repitió para el jugador cuatro días después, en la derrota 1-0 ante Túnez en el Allianz Riviera de territorio francés.
El 28 de agosto de 2018, Kevin fue incluido en la lista de convocados de la selección costarricense por parte del entrenador interino Ronald González, para disputar la serie de juegos amistosos que tomarían lugar en el continente asiático. El 7 de septiembre, en el partido contra Corea del Sur en el Estadio de Goyang, el guardameta aguardó desde el banquillo y vio la pérdida de su combinado con cifras de 2-0. El 11 de septiembre, para el fogueo frente a Japón celebrado en la ciudad de Suita, Briceño logró su debut como internacional absoluto tras haber ingresado de relevo por Leonel Moreira al comienzo de la segunda mitad con la dorsal «18». Su selección terminó con la derrota por 3-0.

## Clubes
Actualizado al último partido jugado el 27 de octubre de 2019.
| Club | Div.          | Temporada     | Liga  | Liga  | Liga    | Copas nacionales(1) | Copas nacionales(1) | Copas nacionales(1) | Copas internacionales(2) | Copas internacionales(2) | Copas internacionales(2) | Total | Total | Total   | Media goleadora(3) |
| Club | Div.          | Temporada     | Part. | Goles | Invicto | Part.               | Goles               | Invicto             | Part.                    | Goles                    | Invicto                  | Part. | Goles | Invicto | Media goleadora(3) |
| --- | ------------- | ------------- | ----- | ----- | ------- | ------------------- | ------------------- | ------------------- | ------------------------ | ------------------------ | ------------------------ | ----- | ----- | ------- | ------------------ |
| Brujas F. C. · Costa Rica |               |               |       |       |         |                     |                     |                     |                          |                          |                          |       |       |         |                    |
| 1.ª | 2010-11       | 0             | 0     | 0     | —       | —                   | —                   | 0                   | 0                        | 0                        | 0                        | 0     | 0     | 0.00    |                    |
| Total club | Total club    | 0             | 0     | 0     | —       | —                   | —                   | 0                   | 0                        | 0                        | 0                        | 0     | 0     | 0.00    |                    |
| Orión F. C. · Costa Rica |               |               |       |       |         |                     |                     |                     |                          |                          |                          |       |       |         |                    |
| 1.ª | 2011-12       | 8             | -16   | 1     | —       | —                   | —                   | —                   | —                        | —                        | 8                        | -16   | 1     | 2.00    |                    |
| Total club | Total club    | 8             | -16   | 1     | —       | —                   | —                   | —                   | —                        | —                        | 8                        | -16   | 1     | 2.00    |                    |
| C. S. Uruguay de Coronado · Costa Rica |               |               |       |       |         |                     |                     |                     |                          |                          |                          |       |       |         |                    |
| 1.ª | 2012-13       | 9             | -10   | 3     | —       | —                   | —                   | —                   | —                        | —                        | 9                        | -10   | 3     | 1.11    |                    |
| 1.ª | 2013-14       | 31            | -47   | 8     | 1       | -2                  | 0                   | —                   | —                        | —                        | 32                       | -49   | 8     | 1.53    |                    |
| Total club | Total club    | 40            | -57   | 11    | 1       | -2                  | 0                   | —                   | —                        | —                        | 41                       | -59   | 11    | 1.44    |                    |
| Deportivo Saprissa · Costa Rica |               |               |       |       |         |                     |                     |                     |                          |                          |                          |       |       |         |                    |
| 1.ª | 2014-15       | 8             | -13   | 1     | 4       | -7                  | 0                   | 0                   | 0                        | 0                        | 12                       | -20   | 1     | 1.67    |                    |
| 1.ª | 2015-16       | 0             | 0     | 0     | 1       | 0                   | 1                   | 0                   | 0                        | 0                        | 1                        | 0     | 1     | 0.00    |                    |
| 1.ª | 2016-17       | 2             | 0     | 2     | —       | —                   | —                   | 0                   | 0                        | 0                        | 2                        | 0     | 2     | 0.00    |                    |
| 1.ª | 2017-18       | 34            | -31   | 13    | —       | —                   | —                   | 1                   | -1                       | 0                        | 35                       | -32   | 13    | 0.91    |                    |
| 1.ª | 2018-19       | 26            | -27   | 9     | —       | —                   | —                   | 0                   | 0                        | 0                        | 26                       | -27   | 9     | 1.04    |                    |
| 1.ª | 2019-20       | 13            | -10   | 5     | —       | —                   | —                   | 4                   | -6                       | 0                        | 17                       | -16   | 5     | 0.94    |                    |
| Total club | Total club    | 83            | -81   | 30    | 5       | -7                  | 1                   | 5                   | -7                       | 0                        | 93                       | -95   | 31    | 1.02    |                    |
| Total carrera | Total carrera | Total carrera | 131   | -154  | 42      | 6                   | -9                  | 1                   | 5                        | -7                       | 0                        | 142   | -170  | 43      | 1.20               |
| (1) Incluye datos del Torneo de Copa (2013-15). (2) Incluye datos de la Liga de Campeones de la Concacaf (2010-19) / Liga Concacaf (2019). (3) No incluye goles en partidos amistosos. |               |               |       |       |         |                     |                     |                     |                          |                          |                          |       |       |         |                    |

## Palmarés

### Títulos nacionales
| Título                         | Club               | País       | Año  |
| ------------------------------ | ------------------ | ---------- | ---- |
| Primera División de Costa Rica | Deportivo Saprissa | Costa Rica | 2014 |
| Primera División de Costa Rica | Deportivo Saprissa | Costa Rica | 2015 |
| Primera División de Costa Rica | Deportivo Saprissa | Costa Rica | 2016 |
| Primera División de Costa Rica | Deportivo Saprissa | Costa Rica | 2018 |
| Primera División de Costa Rica | Deportivo Saprissa | Costa Rica | 2020 |
| Primera División de Costa Rica | C.S Cartaginés     | Costa Rica | 2022 |
| Torneo de Copa de Costa Rica   | C.S Cartaginés     | Costa Rica | 2022 |

### Títulos internacionales
| Título               | Equipo                  | País           | Año  |
| -------------------- | ----------------------- | -------------- | ---- |
| Copa Centroamericana | Selección de Costa Rica | Estados Unidos | 2014 |
| Liga Concacaf        | Deportivo Saprissa      | Concacaf       | 2019 |

### Distinciones individuales
| Distinción                                                | Año  |
| --------------------------------------------------------- | ---- |
| Mejor parada de la temporada 2013-14 de la Liga FPD       | 2014 |
| Atajada del Partido en la Liga de Campeones               | 2018 |
| Acción Fairplay de la temporada 2017-18 de Liga FPD       | 2018 |
| Incluido en el Once ideal de la final del Torneo Clausura | 2022 |
| Mejor portero del Torneo Clausura                         | 2022 |